# 急性时相反应蛋白
急性时相反应蛋白（acute phase reaction protein， APRP）是在机体发生炎症、感染、心肌梗死及肿瘤等情况下，血浆浓度发生显著变化的一类蛋白质。

包括α1-抗胰蛋白酶（α1-AT）、α1-酸性糖蛋白（α1-AG）、结合珠蛋白（Hp）、铜蓝蛋白（CER）、C4、C3、纤维蛋白原（FIB）、C-反应球蛋白（CRP）等等。
其血浆浓度在炎症、创伤、心肌梗死、感染、肿瘤等情况下显著上升。另外有3种蛋白质：前白蛋白、白蛋白及转铁蛋白则出现相应的低下。以上这类蛋白质统称为急性时相反应蛋白，这一现象可称为急性时相反应。这是机体防御机制的一个部分，其详尽机制尚未十分清楚。
当机体处于炎症或损伤状态时，由于组织坏死及组织更新的增加，血浆蛋白质相继出现一系列特征性变化，这些变化与炎症创伤的时间进程相关，可用于鉴别急性、亚急性与慢性病理状态。在一定程度上与病理损伤的性质和范围也有相关。
例如单纯的手术创伤，C-反应蛋白及α1抗糜蛋白酶在6-8小时内即上升。继之在12小时内α1AG上升。在严重病例继之可见到AAT、Hp、C4及纤维蛋白原的增加，最后C3及CER增加，2-5天内达到主峰，同时伴有PA、Alb及TRF的相应下降。如无并发感染，则免疫球蛋白可以没有特殊变化，α2MG亦可无变化。因此结合后几项可以作为监测患者有否伴随失水及血容量变化的指标。